# Gjon Buzuku
Gjon Buzuku fue un clérigo católico y un escritor del siglo XVI. Nació en la localidad de Ljare, en la región de Krajina, Imperio otomano (actual Montenegro). Probablemente pasó la mayor parte de su vida en el área de Venecia. Es recordado por haber escrito el Mëshari (Libro de la oración), primer texto redactado en albanés.
Lo compuso entre el 20 de marzo de 1554 y el 5 de enero de 1555, traduciendo el misal romano al guego, uno de los principales dialectos del albanés, y posteriormente lo publicó como libro de 188 páginas. El dialecto utilizado es predecesor del guego oficial, uno de los dos en los que se basa el albano estándar. Actualmente la única copia conocida se conserva en la Biblioteca Vaticana, faltándole el frontispicio y las primeras dieciséis páginas. El libro fue descubierto en 1740 por el entonces arzobispo de Skopje, Gjon Nikollë Kazazi.
Lo único que se conoce acerca de Gjon Buzuku fue lo que él mismo escribió en el colofón de su libro.